# Styphrus
Styphrus är ett släkte av skalbaggar. Styphrus ingår i familjen stumpbaggar.
Kladogram enligt Catalogue of Life:
| Styphrus | \| \| Styphrus corpulentus \| \| \| \| \| \| Styphrus peyerimhoffi \| \| \| \| \| \| Styphrus somaliensis \| \| \| \| |
|          | \| \| Styphrus corpulentus \| \| \| \| \| \| Styphrus peyerimhoffi \| \| \| \| \| \| Styphrus somaliensis \| \| \| \| |
|          | Styphrus corpulentus                                                                                                  |
|          | |
|          | Styphrus peyerimhoffi                                                                                                 |
|          | |
|          | Styphrus somaliensis                                                                                                  |
|          | |